# Les Pas perdus (film)
Pour les articles homonymes, voir Les Pas perdus.
Pour plus de détails, voir Fiche technique et Distribution.
Les Pas perdus est un film de Jacques Robin sorti en 1964. Il s'agit d'une adaptation du roman éponyme de René Fallet.

## Synopsis
Georges, un jeune peintre d'affiches publicitaires, entre un soir dans un cinéma de la gare Saint Lazare et y aborde Yolande, une belle femme mariée nettement plus âgée avec qui il noue une tendre romance. Cette relation dure le temps d'une saison puis s'interrompt brutalement quand le mari vient informer le jeune homme que Yolande, rattrapée par ses devoirs de mère et d'épouse, a décidé à regret de renoncer définitivement à cette illusoire idylle.

## Fiche technique
- Titre : Les Pas perdus
- Réalisation : Jacques Robin
- Scénario : Jacques Robin, d'après le roman éponyme de René Fallet
- Tourné en Noir et blanc et en monophonique
- Pays :  France
- Genre : Drame
- Musique : Jacques Loussier
- Durée : 98 min
- Première présentation le 27 mai 1964

## Distribution
- Michèle Morgan : Yolande Simonnet
- Jean-Louis Trintignant : Georges Guichard
- Jean Carmet : Dédé Lemartin
- Michel Vitold : Pierre Simonnet, mari de Yolande
- Catherine Rouvel : Sonia, dite Mazurka
- Louise Chevalier : la secrétaire
- René Fallet : Alphonse, le bistrot

- Kempetian : Monsieur Moll, directeur de la société Publidécor
- André Katelbach : Un peintre

## Production

### Tournage
Les extérieurs ont été tournés à Paris notamment à la Gare Saint-Lazare (salle des pas perdus), rue du Rocher, Avenue de Tourville, Place de la Concorde, Porte Saint-Martin, Place de l'Europe.